# Sycetta
Genre
Synonymes
- Sycaltis Haeckel, 1872[1]

Sycetta est un genre d'éponges de la famille Sycettidae. Les espèces de ce genre sont marines. L'espèce type est Sycetta sagittifera.

## Liste d'espèces
Selon World Register of Marine Species (7 février 2017) :
- Sycetta antarctica (Brøndsted, 1931)
- Sycetta asconoides Breitfuss, 1896
- Sycetta conifera (Haeckel, 1870)
- Sycetta quadriradiata Hozawa, 1929
- Sycetta sagitta de Laubenfels, 1942
- Sycetta sagittifera Haeckel, 1872
- Sycetta vinitincta Van Soest & De Voogd, 2015